# 장남열
장남열(1967년 7월 29일 ~ )은 대한민국의 영화 배우이다.

## 학력
- 서울예술전문대학 연극과

## 출연

### 영화
- 1996년 《미지왕》
- 1998년 《세븐틴》 - 취객 1 역
- 1999년 《세기말》 - 형사 1 역
- 2000년 《춘향뎐》 - 구경꾼 역
- 2001년 《반칙왕》 - 공사인부 역
- 2002년 《취화선》 - 장황사 1 역
- 2002년 《라이터를 켜라》 - 남자 주방 승무원 역
- 2002년 《중독》 - 집배원 역
- 2002년 《휘파람 공주》 - 웨이터 1 역
- 2003년 《바람난 가족》 - 포장마차 주인 역
- 2004년 《차갑고 좁은》
- 2005년 《토끼와 곰》
- 2005년 《말아톤》 - 페이스 메이커 역
- 2005년 《댄서의 순정》 - 편의점 직원 역
- 2006년 《음란서생》 - 관리 2 역
- 2006년 《해변의 여인》 - 노을빛은혜 주인 역
- 2006년 《천하장사 마돈나》 - 담임선생 역
- 2006년 《타짜》 - 택시기사 1 역
- 2007년 《우리동네》 - 경주 부 역
- 2008년 《기다리다 미쳐》 - 호신 부 역
- 2009년 《7급 공무원》 - 조 부장 역
- 2009년 《김씨 표류기》 - 버스기사 역
- 2009년 《사람을 찾습니다》 - 일권 역
- 2010년 《여자가 아빠를 좋아해》 - 아파트 주인 역
- 2011년 《량강도 아이들》 - 된장 부 역
- 2012년 《5백만불의 사나이》 - 광수대장 역
- 2012년 《바람과 함께 사라지다》 - 병조판서 역
- 2016년 《대역전》 - 광역수사대장 역
- 2019년 《광대들: 풍문조작단》 - 양정 역
- 2023년 《거미집》 - 박 주사 역

### 방송
- 2010년 KBS2 《추노》 - 김 진사 역
- 2010년 KBS2 《거상 김만덕》
- 2010년 KBS2 《도망자 플랜 B》 - 숏단 역
- 2011년 KBS2 《강력반》 - 마종필 역
- 2012년 KBS2 《각시탈》
- 2012년 TV조선 《한반도》 - 김호택 역
- 2013년 OCN 《특수사건 전담반 TEN 2》 (특별출연)
- 2013년 tvN 《후아유》 - 차명수 역 (특별출연)
- 2020년 SBS 《굿캐스팅》 - 왕카이 역
- 2021년 ~ 2022년 MBC 《두 번째 남편》 - 김영달 역
- 2022 MBC 《비밀의 집》  - 배이사 역 (특별출연)

### 연극
- 2003년 《내사랑 DMZ》
- 2006년 《후궁박빈》
- 2008년 《방자삼인》

### 뮤지컬
- 2008년 《희망세일》